# J'aurais mieux fait de mourir
J'aurais mieux fait de mourir — Might as Well Be Dead dans l'édition originale américaine — est un roman policier américain de Rex Stout, publié en 1955. C’est le dix-neuvième roman de la série policière ayant pour héros Nero Wolfe et son assistant Archie Goodwin.

## Résumé
James R. Herold, un riche homme d'affaires du Nebraska vient consulter Nero Wolfe afin de reprendre contact avec son fils Paul qui s'est enfui de la maison plusieurs années auparavant. Qu'est-il advenu de lui ? Le jeune homme disparu n'a gardé aucun lien avec des membres de sa famille, mais il aurait changé d'identité et vivrait à New York. 
Wolfe et Archie Goodwin, bien que distraits par d'autres enquêtes, finissent par établir qu'un certain Peter Hays pourrait être Paul Herold. Wolfe envoie Archie à la salle d'audience où se tient un procès contre Hays. En comparant l'homme qu'il voit au tribunal avec les photos fournies par le père, Archie identifie clairement qu'il s'agit bien du même homme. 
Peter Hays, alias Paul Herold, est jugé pour un assassinat. L'affaire est déjà entre les mains du jury et le verdict est attendu. Or, l'accusé clame son innocence. Bien que le temps presse, Nero Wolfe décide d'enquêter pour faire toute la lumière sur cette affaire.

## Éditions
Édition originale en anglais
- (en) Rex Stout, J'aurais mieux fait de mourir, New York, Viking Press, 1956

Éditions françaises
- (fr) Rex Stout (auteur) et Madeleine Michel-Tyl (traducteur), J'aurais mieux fait de mourir [« Might as Well Be Dead »], Paris, Fayard, coll. « Les 3 A », 1958, 223 p. (BNF 32649472)
- (fr) Rex Stout (auteur) et Madeleine Michel-Tyl (traducteur) (trad. de l'anglais), J'aurais mieux fait de mourir [« Might as Well Be Dead »], Paris, Librairie des Champs-Élysées, coll. « Le Club des Masques no 217 », 1974, 186 p. (ISBN 2-7024-0030-2, BNF 34558633)

## Adaptation
- 1981 : J'aurais mieux fait de mourir (Might as Well Be Dead) saison 1, épisode 5, de la série télévisée américaine L'Homme à l'orchidée (Nero Wolfe), réalisé par George McCowan, d'après le roman éponyme, avec William Conrad dans le rôle de Nero Wolfe et Lee Horsley dans le rôle d'Archie Goodwin

## Sources
- André-François Ruaud. Les Nombreuses Vies de Nero Wolfe - Un privé à New York, Lyon, Les moutons électriques, coll. Bibliothèque rouge, 2008  (ISBN 978-2-915793-51-2)
- J. Kenneth Van Dover. At Wolfe's Door: The Nero Wolfe Novels of Rex Stout, 2e édition, Milford Series, Borgo Press, 2003  (ISBN 0-918736-51-X).